# Hieronymus Sury
Hieronymus Sury (getauft am 11. Juli 1659 in Solothurn; † 14. Oktober 1736 ebenda; heimatberechtigt ebenda) war ein Solothurner Schultheiss.

## Leben

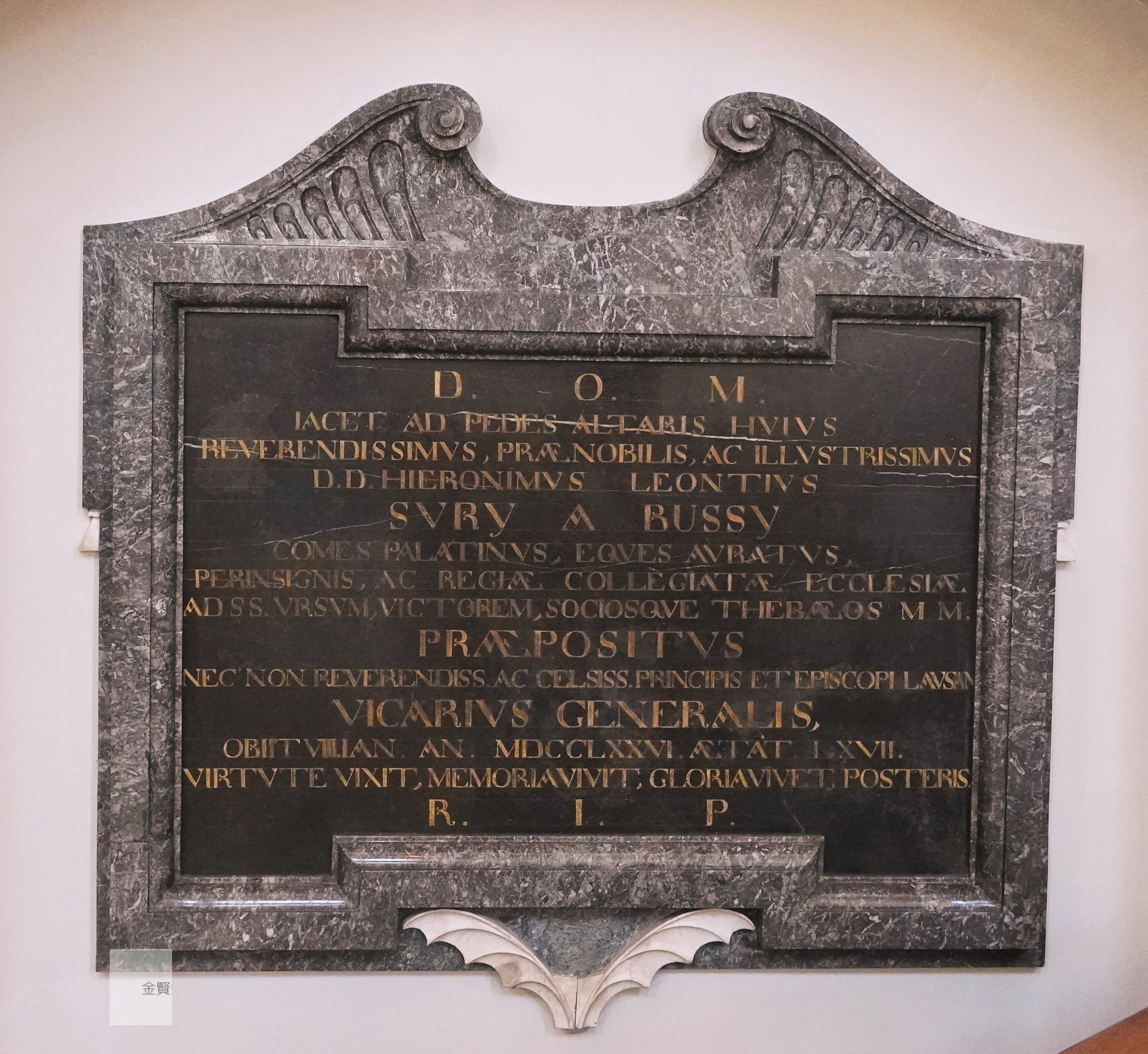
Epitaph in der Jesuitenkirche Solothurn

Hieronymus Sury wurde 1659 in Solothurn geboren. Seine Eltern waren der Vogt zu Falkenstein Johann Franz Sury und Magdalena, eine Tochter des Hieronymus Wallier. Er heiratete 1679 Anna Margaretha Gugger. Maria Johanna, Tochter des Handelsmanns und Jungrats Blasius Schwerzig wurde 1687 seine zweite Ehefrau.
Sury wurde 1684 Solothurner Grossrat, 1688 Jungrat, 1701 Altrat und 1714 Seckelmeister. Er war 1718 Venner sowie von 1723 bis zu seinem Tod Schultheiss.

## Belege
1. 1 2  Erich Meyer: Hieronymus Sury. In: Historisches Lexikon der Schweiz.  16. November 2011.

| Personendaten    | Personendaten                        |
| ---------------- | ------------------------------------ |
| NAME             | Sury, Hieronymus                     |
| KURZBESCHREIBUNG | Solothurner Schultheiss und Landvogt |
| GEBURTSDATUM     | 11. Juli 1659                        |
| GEBURTSORT       | Solothurn, Schweiz                   |
| STERBEDATUM      | 14. Oktober 1736                     |
| STERBEORT        | Solothurn, Schweiz                   |